# Форнуш-ди-Алгодриш
Форнуш-ди-Алгодриш (порт. Fornos de Algodres; ['fɔɾnuʃ dɨ aɫ'godɾɨʃ]) — посёлок городского типа в Португалии, центр одноимённого муниципалитета в составе округа Гуарда. Находится в составе крупной городской агломерации Большое Визеу. По старому административному делению входил в провинцию Бейра-Алта. Входит в экономико-статистический субрегион Серра-да-Эштрела, который входит в Центральный регион. Численность населения — 1,7 тыс. жителей (посёлок), 5,4 тыс. жителей (муниципалитет) на 2006 год. Занимает площадь 133,23 км².

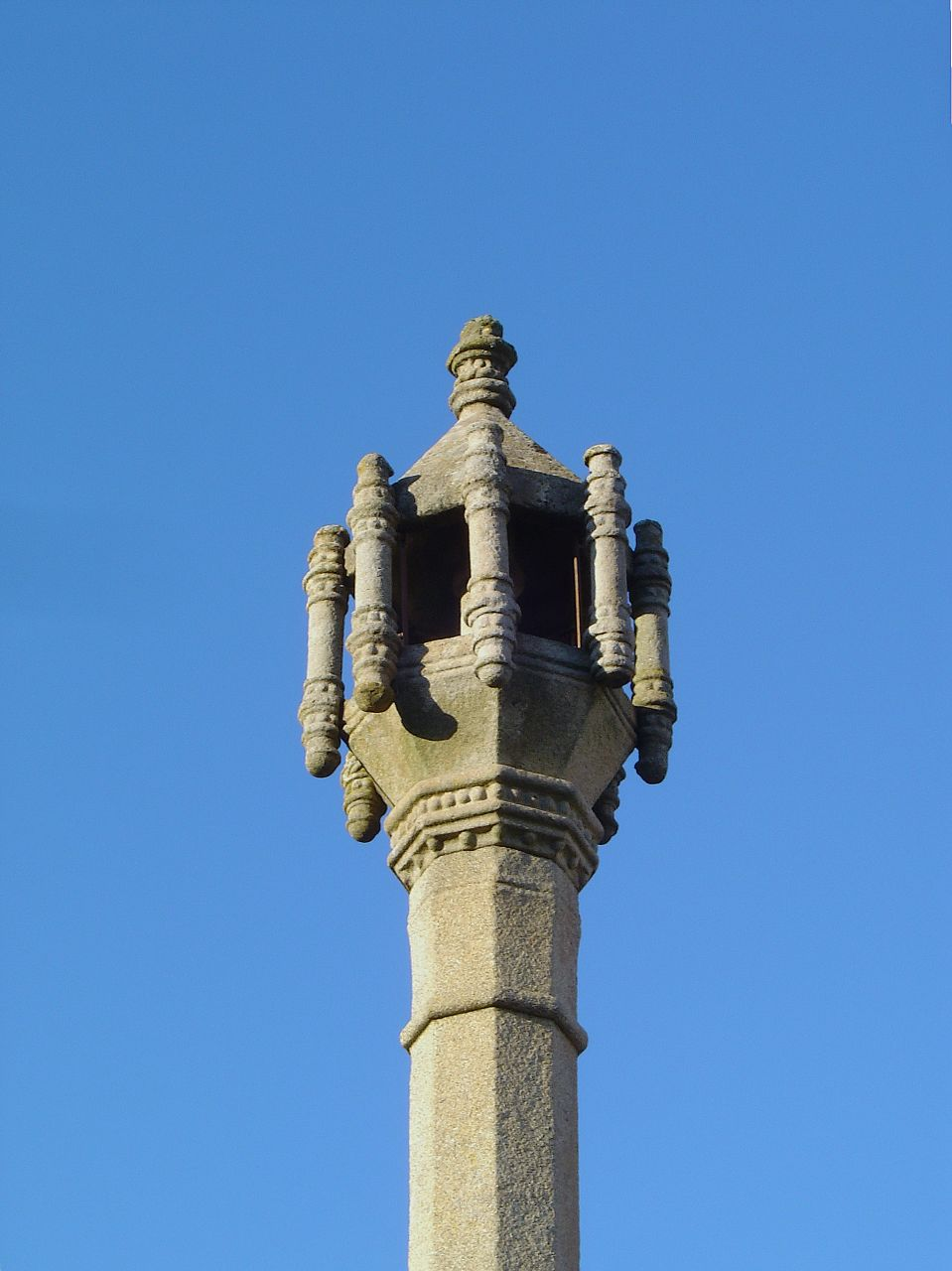

Покровителем посёлка считается Архангел Михаил (порт. São Miguel; [ ]). Праздник посёлка — 29 сентября.

## Расположение
Посёлок расположен в 25 км на запад от адм. центра округа города Гуарда.
Муниципалитет граничит:
- на севере — муниципалитет
- на северо-востоке — муниципалитет Транкозу
- на востоке — муниципалитет Селорику-да-Бейра
- на юге — муниципалитет Говейя
- на западе — муниципалитет Мангуалди, Пеналва-ду-Каштелу
- на северо-западе — муниципалитет Агиар-да-Бейра

## Население
| Численность населения муниципалитета по годам | Численность населения муниципалитета по годам | Численность населения муниципалитета по годам | Численность населения муниципалитета по годам | Численность населения муниципалитета по годам | Численность населения муниципалитета по годам | Численность населения муниципалитета по годам | Численность населения муниципалитета по годам | Численность населения муниципалитета по годам |
| --------------------------------------------- | --------------------------------------------- | --------------------------------------------- | --------------------------------------------- | --------------------------------------------- | --------------------------------------------- | --------------------------------------------- | --------------------------------------------- | --------------------------------------------- |
| 1801                                          | 1849                                          | 1900                                          | 1930                                          | 1960                                          | 1981                                          | 1991                                          | 2001                                          | 2004                                          |
| 912                                           | 5962                                          | 10 147                                        | 9730                                          | 9035                                          | 6594                                          | 6270                                          | 5629                                          | 5434                                          |

## Состав муниципалитета
В муниципалитет входят следующие районы:
1. Алгодреш
2. Казал-Вашку
3. Кортисо
4. Фигейро-да-Гранжа
5. Форнуш-де-Алгодреш
6. Фуиньяш
7. Инфиаш
8. Жункайш
9. Масейра
10. Матанса
11. Мушагата
12. Кейриш
13. Собрал-Пишорру
14. Вила-Шан
15. Вила-Руйва
16. Вила-Соейру-ду-Шан